# 莫里斯·罗林斯
莫里斯·S·罗林斯（Maurice S. Rawlings，1922年5月16日—2010年1月5日），美国心脏病专家、作家。根据他的行医经验，他写了一些關於濒死经历的基督教書籍。
在第二次世界大战和朝鲜战争期間罗林斯分別在美國海軍和美國陸軍服役。他曾經是艾森豪威尔总统和美國參謀長聯席會議的医生。他還曾在美国田纳西州大学担任助理临床教授。罗林斯娶了玛莎·艾米莉亚·罗林斯並有5个孩子。
罗林斯是《超越死亡之门-关于天堂和地狱的新证据》(1987年)，《从地狱归来-后世》(1996年)的作者，这些书被翻译成多种语言。